# Golpe de Estado en Chile de 1925
El golpe de Estado de 23 de enero de 1925 liderado por oficiales de rango medio de las Fuerzas Armadas, entre ellos Carlos Ibáñez del Campo, fue un golpe, ocurrido en Chile, que derrocó a la junta de gobierno presidida por Luis Altamirano Talavera.
El 23 de enero de 1925 un grupo de oficiales ingresó y se apoderó del Palacio de La Moneda, apresando a Altamirano y a los demás miembros de la junta, esto solo con un breve tiroteo en patio principal de la moneda provocando algunos muertos y heridos. Esta intervención militar se hizo en favor del restablecimiento en el cargo del presidente Arturo Alessandri Palma, a quien convocarían de vuelta de su exilio en Europa tiempo después. 
A la espera del regreso del presidente constitucional, se instaló una junta de gobierno presidida por Pedro Pablo Dartnell, que sería reemplazado a los pocos días por Emilio Bello Codesido.
- Datos: Q4561707